# Wlazł kotek na płotek
Wlazł kotek na płotek – piosenka ludowa z XVIII wieku. Jest melodią znaną większości mieszkańców Polski. Używana jako kołysanka, dla początkujących muzyków często jest jednym z pierwszych samodzielnie wykonywanych utworów.
Oryginalne słowa piosenki według Oskara Kolberga:
Wlazł kotek na płotek i mruga,
piękna to piosneczka niedługa.
Wlazł kurek na murek i pieje;
niech się nikt z tych piosnek nie śmieje.
Pierwszym kompozytorem, który napisał utwór na bazie tej popularnej melodii był Stanisław Moniuszko. W 1849 roku, na spotkaniu z przyjaciółmi, powstał jego trzygłosowy kanon pt. Wlazł kotek na płotek. W 1855 roku Wiktor Każyński skomponował piosenkę na głos z fortepianem do trzystrofowego wiersza Władysława Syrokomli. Wiersz ten jest żartobliwym rozwinięciem słów ww. piosenki, a pierwsza strofa brzmi następująco:
Wlazł kotek na płotek i mruga.
Piękna to piosenka, niedługa;
My temu chytremu kotkowi
I sami odmrugnąć gotowi, –
A żaden niezgadnie, niezoczy,
Co sobie powiemy przez oczy:
Tak mrugniem figlarnie i zdradnie,
Że człowiek sam siebie niezgadnie;
W tem sekret, w tem cała zasługa:
Wlazł kotek na płotek i mruga.
Podobnie jak inne piosenki tradycyjne, Wlazł kotek, w zależności od regionu, śpiewany jest z nieco odmiennym tekstem czy melodią. Przykładowa wersja drugiej zwrotki:
Niedługa, niekrótka, a w sam raz.
Zaśpiewaj koteczku jeszcze raz.
lub
Niedługa, niekrótka, lecz w sam raz,
A Ty mi koteczku buzi dasz.
Zmiany melodii dotyczą zakończenia obu fraz: zawsze oparte na funkcji toniki, śpiewane są w różnym następstwie jej składników albo koniec frazy jest powtórzony (np.: i mruga, i mruga).